# Jerzy Walczak (ur. 1962)
Jerzy Walczak (ur. 16 maja 1962 w Żorach) – polski aktor teatralny. Od 1980 roku aktor Teatru Żydowskiego w Warszawie.

## Odznaczenia
- Srebrny Krzyż Zasługi – 2005[1]
- Brązowy Medal „Zasłużony Kulturze Gloria Artis” – 2009[2]

## Kariera
| Aktor teatralny Teatr Żydowski w Warszawie - 2017: Malowany ptak (także w poznańskim Teatrze Polskim) - 2008: W nocy na starym rynku. Gorączka jesiennej nocy - 2007: Straszna gospoda - 2006: Tradycja - 2006: Dla mnie bomba - 2006: Zaczarowany krawiec - 2006: Sen o Goldfadenie - 2005: Żyć, nie umierać! - 2005: Publiczność to lubi - 2004: Śpiąca Królewna - 2004: Między dniem a nocą - 2002: Skrzypek na dachu - 2002: Cud Purymowy - 2001: Monisz czyli szatan... - 2000: Kamienica na Nalewkach - 1999: Joszke Muzykant - 1998: ...I stał się cud - 1997: Ballada o brunatnym teatrze - 1995: Kto jest kto - 1995: Uriel Akosta - 1994: Błądzące gwiazdy - 1994: Swat w zielonym szaliku - 1993: My Żydzi polscy - 1992: Trubadur z Galicji - 1990: Dybuk - 1990: Ballada o ślubnym welonie - 1985: Wielka wygrana - 1984: Sen o Goldfadenie | Aktor filmowy - 2015: Syn Szawła - 2011: W ciemności - 1990: Korczak - 1982: Austeria Teatr Telewizji - 2000: Kamienica na Nalewkach - 1993: Pieśń o zamordowanym żydowskim narodzie |